# إسلام شكري
اسلام شكرى (1 أكتوبر 1983 بالقاهرة في مصر - ) هو لاعب كرة قدم مصري في مركز الهجوم. شارك مع منتخب مصر لكرة القدم. أما مع النوادي، فقد لعب مع النادي الإسماعيلي وليرس ونادي الأوليمبي ونادي الترسانة ونادي المقاولون العرب ونادي تورنهاوت.

## وصلات خارجية
- إسلام شكري على موقع الاتحاد الدولي (مؤرشف)  (الإنجليزية)
- إسلام شكري على موقع قاعدة بيانات كرة القدم.إي يو (الإنجليزية)